# 黒部峡谷鉄道ED形電気機関車

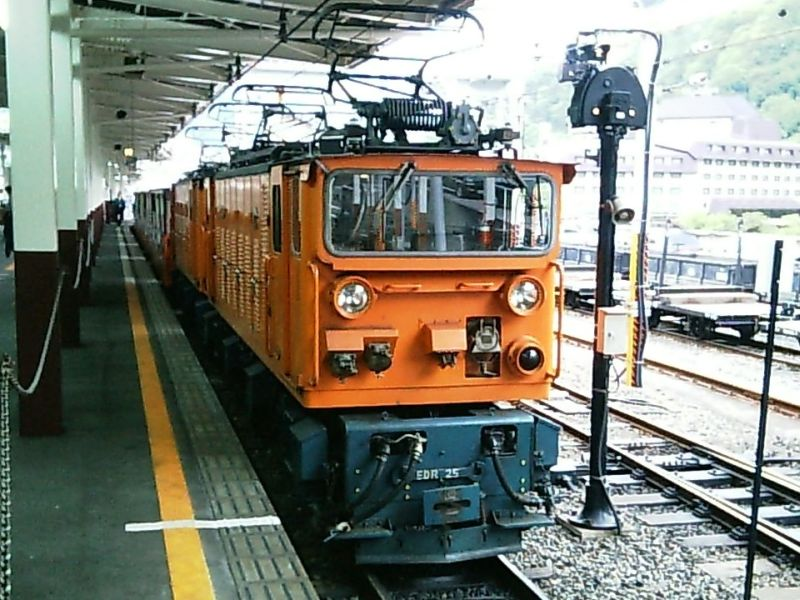
EDR25。新造時はED25であったが、EDM25を経てEDR25となった。
（2004年5月3日）

黒部峡谷鉄道ED形電気機関車（くろべきょうこくてつどうEDがたでんききかんしゃ）は、黒部峡谷鉄道が所有する直流用電気機関車である。製造が長期にわたっており、同一形式でありながら初期に製造された車体が凸形・L形のものと後期に製造された車体が箱形のものがある。
本項では、ED形の改造もしくは改良増備で登場したEDM形電気機関車・EDR形電気機関車、及びED形の改造で登場したEDS形電気機関車についても記述する。

## ED形

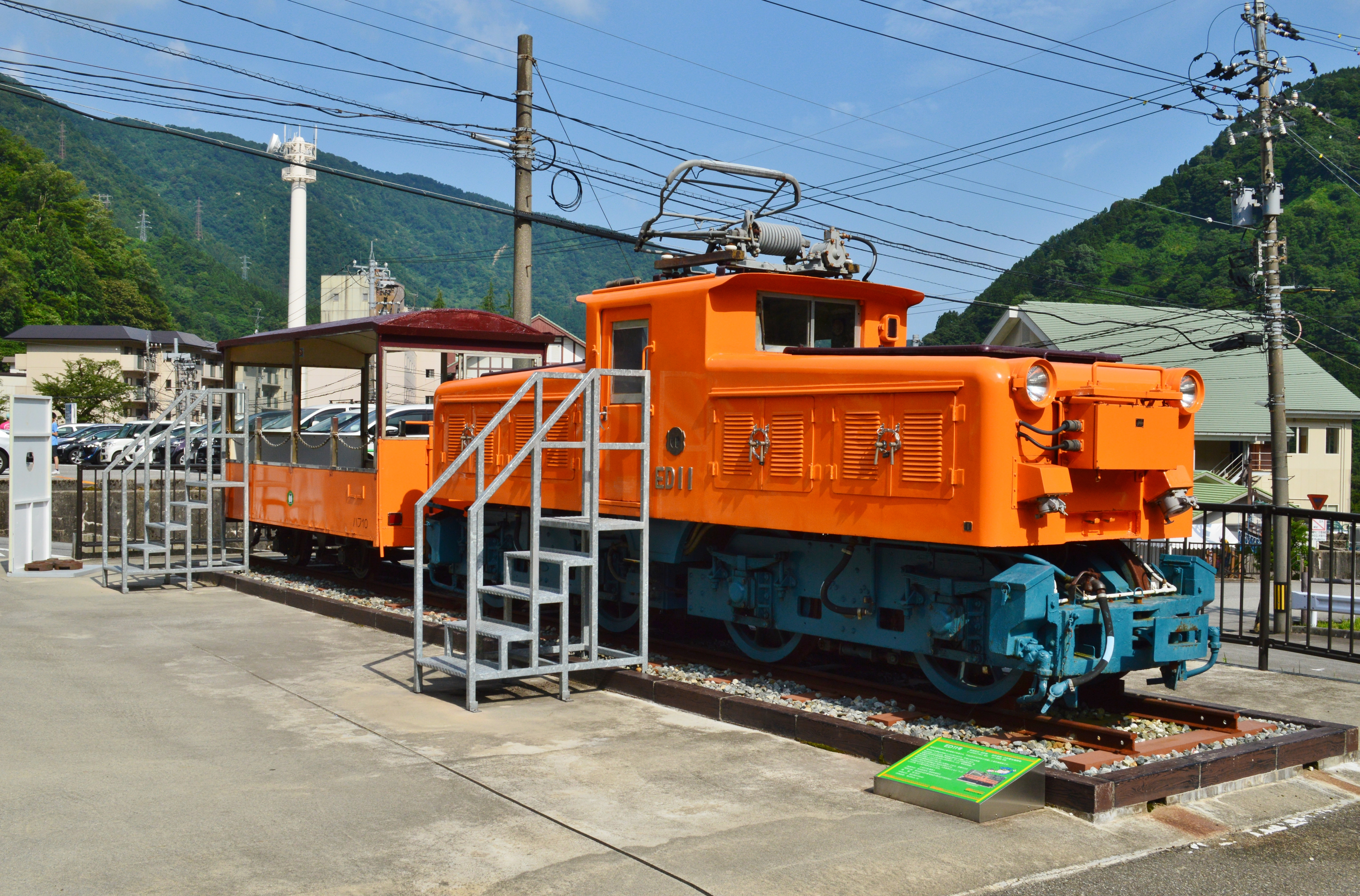
ED11（トロッコ広場保存車）

番号が8から始まっているが、1-7（4は欠番）および12はかつてEB形が使用していた。
ED8 - ED11
日本電力専用鉄道時代の1934年に黒部川第三発電所建設に備えて製造された、凸形車体を持つ東洋電機製の機関車である。ED11は車体を焼失し、1957年にナニワ工機で車体を新造したため、車体が他の機関車より丸味を帯びている。営業期間中は主に欅平駅に常駐し、関西電力黒部専用鉄道の「欅平下部駅（竪坑下部駅・欅平駅の構内扱い）」との間で入換に使用されているが、機関車入替のため本線で工事用列車を牽引することもある。ED8は運用を離脱し、黒部市の新黒部駅駅前でハフ26・27客車とともに保存されている。また、ED11も2013年12月で運用を離脱、2014年4月より休止車両となり、宇奈月駅近くの「トロッコ広場」でハフ10客車とともに保存展示されている。2023年にはED9が運用を終了し9月にラストランツアーが行われた。

ED13, ED15 - ED17（ED14は欠番）
地方私鉄変更後に登場した日立製の凸形機関車で、ED13は1957年、ED15 - ED17は1958年に製造された。主電動機出力はED13が35kW、ED15 - ED17は42kWに増強されている。ED8 - ED11よりも車体長が伸びているほか、車体は丸味を帯び、キャブが下まで突き出している。ED17は正面窓がHゴム支持の3枚窓となっている。ED15, ED16は1974年にEH形EH101, EH102に改造され、1993年にED17はEDR形に、ED13は1993年にEDS形に改造されている。
ED18 - ED30
箱型車体を持つ日立製の機関車で、1966年から1988年の間に製造された。主電動機出力は42kWになっている。ED22 - ED30はEDM形に、ED18 - ED21はEDR形に改造されている。

### 主要諸元
- ED8 - ED11
  - 全長：6,040mm
  - 全幅：1,662mm
  - 全高：2,704mm
  - 運転整備重量：15.19t
  - 電気方式：直流600v（架空電車線方式）
  - 軸配置：B+B
  - 定格出力：30.56×4(kW)
  - 定格速度：16.0(km/h)

## EDM形

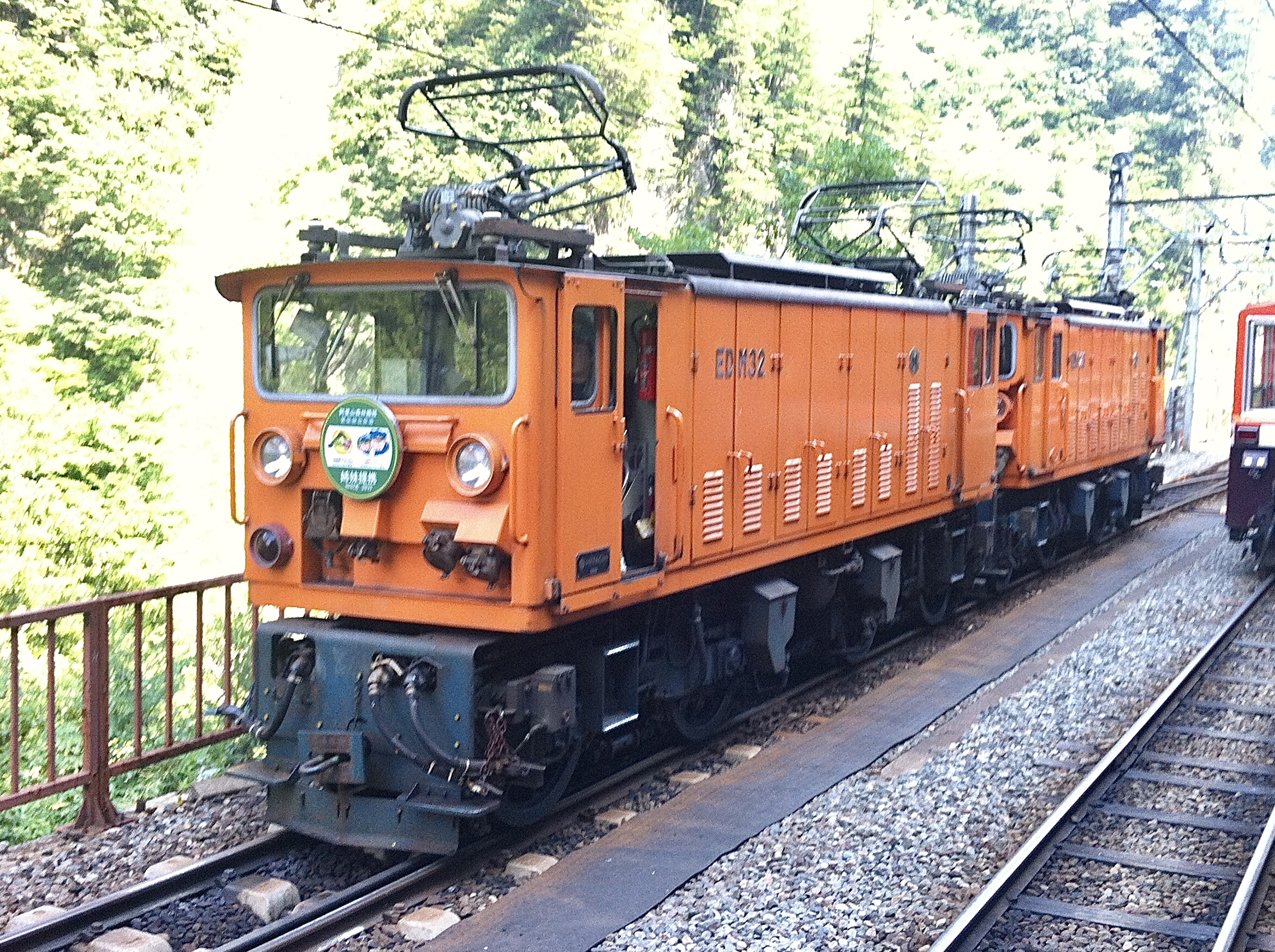
EDM32

1990年、ED形のうち箱型車体で登場したED22 - ED30の歯車比を変更して登場した形式。1990年製造のEDM31と1991年製造のEDM32は当初からEDM形として登場している。EDM24 - EDM29は再度下回りを改造され、EDR形になっている。2020年12月現在はEDM23, EDM31 , EDM32 の3両が在籍する。EDMの「M」はモジュールを意味する。

### 主要諸元
- 全長：6,900mm
- 全幅：1,662mm
- 全高：2,730mm
- 運転整備重量：16.8t
- 電気方式：直流600V（架空電車線方式）
- 軸配置：B+B
- 定格出力：35.0×4(kW)[3]
- 定格速度：24.8(km/h)[3]

## EDR形

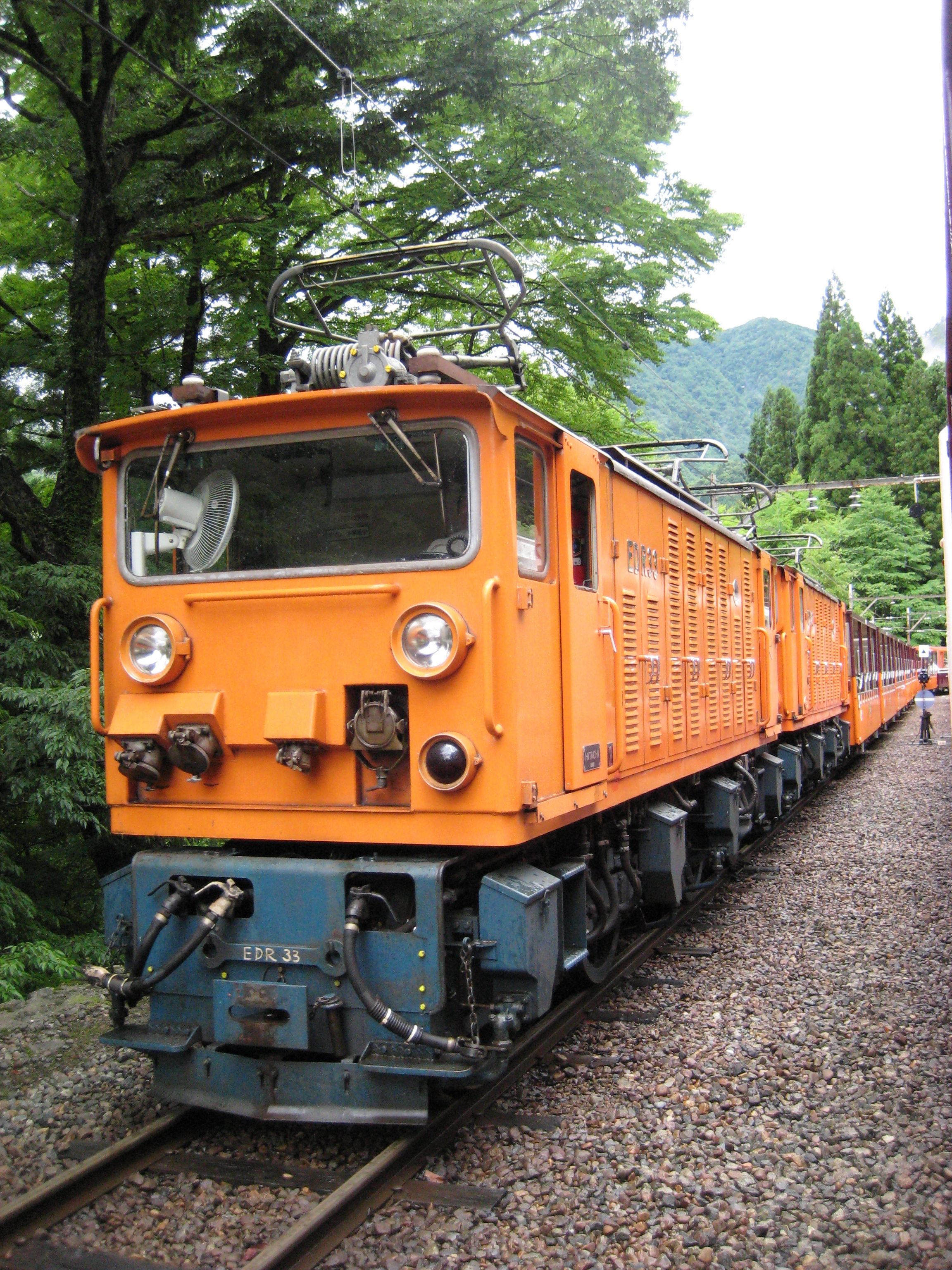
EDR形で唯一の新造車 EDR33

EDM形の改良型で、全負担時の最高速度がEDM形よりも向上している。1994年製造のEDR33以外はED形として登場した車両で、EDR24 - EDR29はEDM形を経て（番号同一）、EDR17 - EDR21はED形から直接（番号同一）EDR型に改造されている。EDR17は本形式で唯一の凸形から箱形への車体交換がされ、旧車体はEDS13に流用されている。現在、EDR17 - EDR21, EDR24 - EDR29, EDR33 の12両が在籍する。EDRの「R」はリニューアルを意味する。

### 主要諸元
- 全長: 6,900mm
- 全幅: 1,662mm
- 全高: 2,730mm
- 運転整備重量: 18.0t
- 電気方式: 直流600V（架空電車線方式）
- 軸配置: B+B
- 台車形式: 一体溶接台枠式
- 主電動機: HS-102-HrB形 (42kW) ×4基 
  - 歯車比: 14:78=1:5.57
  - 1時間定格出力: 168kW
  - 1時間定格引張力: 3650kg
  - 1時間定格速度: 24.8km/h
- 動力伝達方式: 歯車1段減速、吊り掛け式
- 制御方式: 重連総括制御、抵抗制御、直並列2段組み合わせ制御
- 制御装置: 電磁接触器式
- ブレーキ方式: 空気ブレーキ、発電ブレーキ、手ブレーキ

## EDS形
1993年にED形ED13の改造により登場した凸形機関車で、番号は改造前と同じ13である。車体などはED17のものと振替えられており、主電動機のみED13から流用されている。主に宇奈月駅で入換に使用されているほか、工事列車を牽引して本線を走ることもある。なお、余剰となったED13の旧車体は、富山県黒部市内で保存されている。EDSの「S」はsumを意味する。

### 主要諸元
- 全長：6,900mm
- 全幅：1,624mm
- 全高：2,728mm
- 運転整備重量：15.19t
- 電気方式：直流600V（架空電車線方式）
- 軌間：762mm
- 軸配置：B+B
- 定格出力：35.0kW×4
- 定格速度：16.0km/h